# Lobsang Tendzin

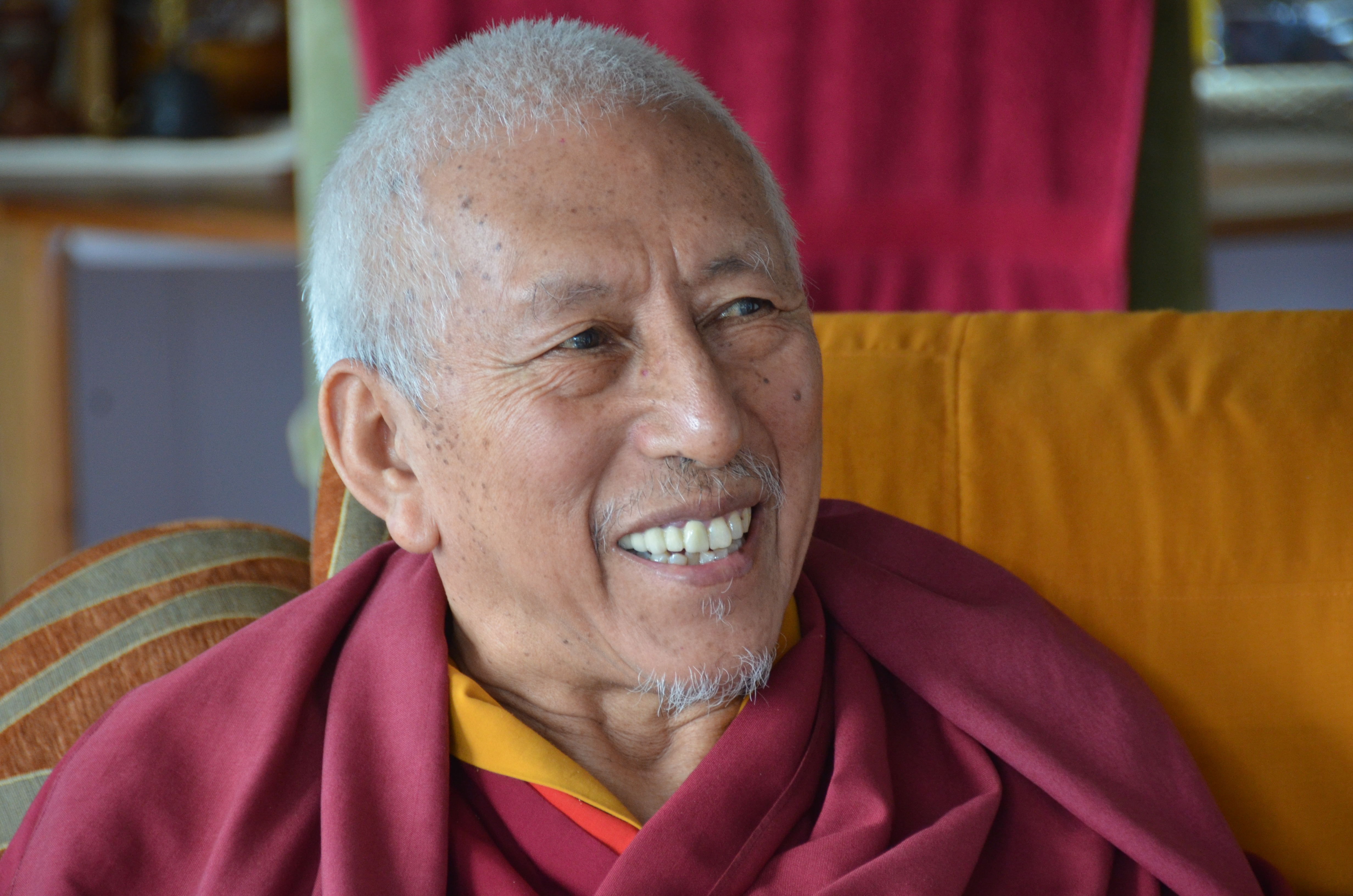
Lobsang Tendzin

Der 5. Samdong Rinpoche Lobsang Tendzin (tib.: zam gdong rin po che blo bzang bstan 'dzin; * 5. November 1939 in Dechen (früher: Jol bzw. Atunzu), Osttibet bzw. Yunnan) war von 2001 bis 2011 der Premierminister (Kalön Thripa) der tibetischen Exilregierung im indischen Dharamsala.

## Biografie
Mit fünf Jahren wurde Lobsang Tendzin als Reinkarnation des 4. Samdong Rinpoche erkannt. Nach seiner Ausbildung in Lhasa floh er 1959 nach der chinesischen Belagerung Tibets ins Exil. Ab 1961 war er religiöser Lehrer in der tibetischen Schule in Shimla, ab 1963 leitete er die Schule. 1964 arbeitete er als religiöser Lehrer der tibetischen Schule Darjeeling und leitete zwischen 1965 und 1970 eine tibetische Schule in Dalhousie.
Des Weiteren war Lobsang Tendzin Direktor des 1967 gegründeten und 1988 als Universität anerkannten Zentralen Instituts für Höhere Tibetische Studien in Varanasi bis zum Jahr 2000.
1990 war er Mitglied des Entwurfkomitees der Verfassung der künftigen tibetischen Staatsorganisation und des Rechts für Exiltibeter.
1991 wurde er durch den 14. Dalai Lama, Tendzin Gyatsho, zum Mitglied des tibetischen Exilparlaments ernannt und später einstimmig zu dessen Vorsitzenden gewählt. Er blieb bis 1995 Mitglied des Parlaments. Zwischen 1996 und 2001 war Lobsang Tendzin zudem gewähltes Mitglied und Vorsitzender des Parlaments, das die Provinz Kham repräsentierte.
Lobsang Tendzin wurde am 5. September 2001 in einer weltweiten Wahl von den stimmberechtigten tibetischen Wählern zum Premierminister der seit 1960 bestehenden Exilregierung gewählt.
Er plädiert im Konflikt mit China für Gewaltfreiheit.